# 多粒度鎖
多粒度鎖（英語：Multiple granularity locking，MGL）是一種用在数据库以及关系数据库的鎖定方式。
MGL常被用在兩階段鎖定法（Two-phase locking）以確保可串行性（Serializability）。

## 鎖定模式
| Mode | NL | IS | IX | S  | SIX | X  |
| ---- | -- | -- | -- | -- | --- | -- |
| NL   | 是 | 是 | 是 | 是 | 是  | 是 |
| IS   | 是 | 是 | 是 | 是 | 是  | 否 |
| IX   | 是 | 是 | 是 | 否 | 否  | 否 |
| S    | 是 | 是 | 否 | 是 | 否  | 否 |
| SIX  | 是 | 是 | 否 | 否 | 否  | 否 |
| X    | 是 | 否 | 否 | 否 | 否  | 否 |